# Septième district congressionnel de l'Illinois
Le 7e district congressionnel de l'Illinois est un district de l'État américain de l'Illinois, il couvre des parties du Comté de Cook, à partir du redécoupage de 2023 qui a suivi le recensement de 2020. Tout ou partie de Broadview, Bellwood, Chicago, Forest Park, Hillside, Oak Park, La Grange Park, Maywood et Westchester sont inclus. Le Démocrate Danny K. Davis représente le district depuis janvier 1997. Avec un indice de CPVI de D + 36, c'est le district le plus démocrate de l'Illinois.
En raison d'une redistribution tous les dix ans, le 7e district, comme les autres districts, s'est déplacé dans l'Illinois tout au long de son histoire. Au milieu des années 1800, Abraham Lincoln représentait le 7e district avant d'être élu Président, bien que sa maison se situe maintenant dans le 13e district congressionnel de l'Illinois et que la majeure partie de l'ancien territoire de son district soit maintenant située dans le 15e district.
En 1846, le 7e district était le seul de l'Illinois (sur sept à l'époque) avec une majorité confortablement sûre pour le Parti Whig.

## Composition depuis 2023
| #  | Comté | Siège   | Population |
| -- | ----- | ------- | ---------- |
| 31 | Cook  | Chicago | 5 087 072  |

### Villes et CDP de 10 000 habitants ou plus
- Chicago - 2 665 039
- Oak Park - 51 282
- Elmhurst - 45 786
- Elmwood Park - 24 521
- Maywood - 23 512
- Bellwood - 18 789
- Westchester - 16 892
- Forest Park - 14 339
- La Grange Park - 13 475
- River Forest - 11 794

### Villes de 2 500 - 10 000 habitants
- Hillside - 8 320
- Broadview - 7 998
- North Riverside - 7 426
- Berkeley - 5 338

À partir du redécoupage de 2020, ce district sera toujours principalement basé dans le centre-sud-ouest de Chicago, ainsi que dans le centre du Comté de Cook.
Le 7e district englobe les quartiers de Chicago de Loop, Armor Square, Fuller Park, Near West Side, East Garfield Park, West Garfield Park, North Lawndale et West Englewood, la plupart de Near South et d'Austin, la moitié de Humboldt Park et Englewood, la partie côtière de Near North, une partie de West Town, Douglas, Grand Boulevard et Chicago Lawn.
En dehors des limites de la ville de Chicago, le 7e district englobe les communautés du Comté de Cook d'Oak Park, Westchester, Broadview, Bellwood, Maywood, Forest Park, River Forest, Broadview et Hillside et une partie de La Grange Park, Elmwood Park, Maywood, North Riverside, Elmhurst et Berkeley.

## Historique de vote
Ce tableau indique comment le district a voté aux élections présidentielles américaines ; les résultats des élections reflètent le vote dans la circonscription telle qu'elle était configurée au moment de l'élection, et non telle qu'elle est configurée aujourd'hui.
| Année | Poste     | Résultats              |
| ----- | --------- | ---------------------- |
| 2000  | Président | Gore 81,0 % - 16,0 %   |
| 2004  | Président | Kerry 83,0 % - 17,0 %  |
| 2008  | Président | Obama 89,0 % - 9,0 %   |
| 2012  | Président | Obama 87,0 % - 11,0 %  |
| 2016  | Président | Clinton 87,0 % - 9,0 % |
| 2020  | Président | Biden 86,0 % - 12,0 %  |

Ce tableau indique comment le district a voté lors des récentes élections à l'échelle de l'État ; les résultats des élections reflètent le vote dans la circonscription telle qu'elle est actuellement configurée, pas nécessairement telle qu'elle était au moment de ces élections.
| Année | Poste             | Résultats                   |
| ----- | ----------------- | --------------------------- |
| 2016  | Président         | Clinton 85,8 % – 9,8 %      |
| 2016  | Sénat             | Duckworth 81,4 % – 14,7 %   |
| 2018  | Gouverneur        | Pritzker 82,7 % – 14,2 %    |
| 2018  | Procureur Général | Raoul 82,8 % – 15,3 %       |
| 2018  | Secrétaire d'État | White 89,1 % – 8,6 %        |
| 2020  | Président         | Biden 85,6 % – 12,8 %       |
| 2020  | Sénat             | Durbin 74,7 % – 12,2 %      |
| 2022  | Sénat             | Duckworth 86,0 % – 12,6 %   |
| 2022  | Gouverneur        | Pritzker 85,2 % – 12,7 %    |
| 2022  | Procureur Général | Raoul 84,4 % – 13,7 %       |
| 2022  | Secrétaire d'État | Giannoulias 84,5 % – 13,5 % |

## Liste des Représentants du district
| Membre                          | Parti       | Années                             | Congrès     | Histoire électorale |
| ------------------------------- | ----------- | ---------------------------------- | ----------- | --- |
| District établit le 4 mars 1843 |             |                                    |             | |
| John J. Hardin (en)             | Whig        | 4 mars 1843 - 3 mars 1845          | 28e         | Élu en 1842. |
| Edward D. Baker                 | Whig        | 4 mars 1845 - 15 janvier 1847      | 29e         | Élu en 1844. Démissionne pour rejoindre l'Infanterie Volontaire de l'Illinois. |
| Vacant                          | Vacant      | 15 janvier 1847 - 5 février 1847   | 29e         | |
| John Henry (en)                 | Whig        | 5 février 1847 - 3 mars 1847       | 29e         | Élu pour terminer le mandat de Baker. N'a pas été candidat pour un autre mandat. |
| Abraham Lincoln                 | Whig        | 4 mars 1847 - 3 mars 1849          | 30e         | Élu en 1846. Retrait, ayant juré de ne servir qu'un seul mandat. |
| Thomas L. Harris (en)           | Démocrate   | 4 mars 1849 - 3 mars 1851          | 31e         | Élu en 1848. |
| Richard Yates, Sr.              | Whig        | 4 mars 1851 - 3 mars 1853          | 32e         | Élu en 1850. Redécoupage vers le 6e district. |
| James C. Allen (en)             | Démocrate   | 4 mars 1853 - 18 juillet 1856      | 33e , 34e   | Élu en 1852. Réélu en 1854. Disqualifié. |
| Vacant                          | Vacant      | 18 juillet 1856 - 4 novembre 1856  | 34e         | |
| James C. Allen (en)             | Démocrate   | 4 novembre 1856 - 3 mars 1857      | 34e         | Réélu pour terminer son propre mandant. |
| Aaron Shaw (en)                 | Démocrate   | 4 mars 1857 - 3 mars 1859          | 35e         | Élu en 1856. |
| James C. Robinson (en)          | Démocrate   | 4 mars 1859 - 3 mars 1863          | 36e , 37e   | Élu en 1858. Réélu en 1860. Redécoupage vers le 11e district. |
| John R. Eden (en)               | Démocrate   | 4 mars 1863 - 3 mars 1865          | 38e         | Élu en 1862. |
| Henry P. H. Bromwell            | Républicain | 4 mars 1865 - 3 mars 1869          | 39e , 40e   | Élu en 1864. Réélu en 1866. |
| Jesse H. Moore (en)             | Républicain | 4 mars 1869 - 3 mars 1873          | 41e , 42e   | Élu en 1868. Réélu en 1870. |
| Franklin Corwin (en)            | Républicain | 4 mars 1873 - 3 mars 1875          | 43e         | Élu en 1872. |
| Alexander Campbell (en)         | Indépendant | 4 mars 1875 - 3 mars 1877          | 44e         | Élu en 1874. |
| Philip C. Hayes (en)            | Républicain | 4 mars 1877 - 3 mars 1881          | 45e , 46e   | Élu en 1876. Réélu en 1878. |
| William Cullen (en)             | Républicain | 4 mars 1881 - 3 mars 1883          | 47e         | Élu en 1880. Redécoupage vers le 8e district. |
| Thomas J. Henderson (en)        | Républicain | 4 mars 1883 - 3 mars 1895          | 48e - 53e   | Redécoupage depuis le 6e district et réélu en 1882. Réélu en 1884. Réélu en 1886. Réélu en 1888. Réélu en 1890. Réélu en 1892.                                                                                            |
| George E. Foss (en)             | Républicain | 4 mars 1895 - 3 mars 1903          | 54e - 57e   | Élu en 1894. Réélu en 1896. Réélu en 1898. Réélu en 1900. Redécoupage vers le 10e district. |
| Philip Knopf (en)               | Républicain | 4 mars 1903 - 3 mars 1909          | 58e - 60e   | Élu en 1902. Réélu en 1904. Réélu en 1906. |
| Frederick Lundin (en)           | Républicain | 4 mars 1909 - 3 mars 1911          | 61e         | Élu en 1908. |
| Frank Buchanan (en)             | Démocrate   | 4 mars 1911 - 3 mars 1917          | 62e - 64e   | Élu en 1910. Réélu en 1912. Réélu en 1914. perd sa réélection. |
| Niels Juul (en)                 | Républicain | 4 mars 1917 - 3 mars 1921          | 65e , 66e   | Élu en 1916. Réélu en 1918. perd sa renomination. |
| M. Alfred Michaelson (en)       | Républicain | 4 mars 1921 - 3 mars 1931          | 67e - 71e   | Élu en 1920. Réélu en 1922. Réélu en 1924. Réélu en 1926. Réélu en 1928. perd sa renomination. |
| Leonard W. Shuetz (en)          | Démocrate   | 4 mars 1931 - 13 février 1944      | 72e - 78e   | Élu en 1930. Réélu en 1932. Réélu en 1934. Réélu en 1936. Réélu en 1938. Réélu en 1940. Réélu en 1942. Décès. |
| Vacant                          | Vacant      | 13 février 1944 - 3 janvier 1945   | 78e         | |
| William W. Link (en)            | Démocrate   | 3 janvier 1945 - 3 janvier 1947    | 78e         | Élu en 1944. perd sa réélection. |
| Thomas L. Owens (en)            | Républicain | 3 janvier 1947 - 7 juin 1948       | 80e         | Élu en 1946. Décès. |
| Vacant                          | Vacant      | 7 juin 1948 - 3 janvier 1949       | 80e         | |
| Adolph J. Sabath (en)           | Démocrate   | 3 janvier 1949 - 6 novembre 1952   | 81e , 82e   | Redécoupage depuis le 5e district et réélu en 1948. Réélu en 1950. Réélu en 1952. Décès. |
| Vacant                          | Vacant      | 6 novembre 1952 - 7 juillet 1953   | 82e , 83e   | |
| James Bowler (en)               | Démocrate   | 7 juillet 1953 - 18 juillet 1957   | 83e - 85e   | Élu pour terminer le mandat de Sabath. Réélu en 1954. Réélu en 1956. Décès. |
| Vacant                          | Vacant      | 18 juillet 1957 - 31 décembre 1957 | 85e         | |
| Roland V. Libonati (en)         | Démocrate   | 31 décembre 1957 - 3 janvier 1965  | 85e - 88e   | Élu pour terminer le mandat de Bowler. Réélu en 1958. Réélu en 1960. Réélu en 1962. |
| Frank Annunzio (en)             | Démocrate   | 3 janvier 1965 - 3 janvier 1973    | 89e - 92e   | Élu en 1964. Réélu en 1966. Réélu en 1968. Réélu en 1970. Redécoupage vers le 11e district. |
| Vacant                          | Vacant      | 3 janvier 1973 - 5 juin 1973       | 93e         | George W. Collins fut redécoupé depuis le 6e district et réélu en 1972, mais décède le 8 décembre 1972. |
| Cardiss Collins                 | Démocrate   | 5 juin 1973 - 3 janvier 1997       | 93e - 104e  | Élue pour terminer le mandat de son mari. Réélue en 1974. Réélue en 1976. Réélue en 1978. Réélue en 1980. Réélue en 1982. Réélue en 1984. Réélue en 1986. Réélue en 1988. Réélue en 1990. Réélue en 1992. Réélue en 1994. |
| Danny K. Davis                  | Démocrate   | 3 janvier 1997 - Présent           | 105e - 118e | Élu en 1996. Réélu en 1998. Réélu en 2000. Réélu en 2002. Réélu en 2004. Réélu en 2006. Réélu en 2008. Réélu en 2010. Réélu en 2012. Réélu en 2014. Réélu en 2016. Réélu en 2018. Réélu en 2020. Réélu en 2022.           |

## Résultats des récentes élections
Voici les résultats des dix précédents cycles électoraux dans le district.

### 2004
| Élection de 2004 du 7e district congressionnel de l'Illinois | Élection de 2004 du 7e district congressionnel de l'Illinois | Élection de 2004 du 7e district congressionnel de l'Illinois | Élection de 2004 du 7e district congressionnel de l'Illinois | Élection de 2004 du 7e district congressionnel de l'Illinois |
| ------------------------------------------------------------ | ------------------------------------------------------------ | ------------------------------------------------------------ | ------------------------------------------------------------ | ------------------------------------------------------------ |
| Parti                                                        | Parti                                                        | Candidat                                                     | Votes                                                        | %                                                            |
|                                                              | Démocrate                                                    | Danny K. Davis (sortant)                                     | 221 133                                                      | 86,13                                                        |
|                                                              | Républicain                                                  | Antonio Davis-Fariman                                        | 35 603                                                       | 13,87                                                        |
| Total des votes                                              | Total des votes                                              | Total des votes                                              | 256 736                                                      | 100 %                                                        |
|                                                              | Les Démocrates conservent                                    |                                                              |                                                              |                                                              |

### 2006
| Élection de 2006 du 7e district congressionnel de l'Illinois | Élection de 2006 du 7e district congressionnel de l'Illinois | Élection de 2006 du 7e district congressionnel de l'Illinois | Élection de 2006 du 7e district congressionnel de l'Illinois | Élection de 2006 du 7e district congressionnel de l'Illinois |
| ------------------------------------------------------------ | ------------------------------------------------------------ | ------------------------------------------------------------ | ------------------------------------------------------------ | ------------------------------------------------------------ |
| Parti                                                        | Parti                                                        | Candidat                                                     | Votes                                                        | %                                                            |
|                                                              | Démocrate                                                    | Danny K. Davis (sortant)                                     | 143 071                                                      | 86,7                                                         |
|                                                              | Républicain                                                  | Charles Hutchinson                                           | 21 939                                                       | 13,3                                                         |
|                                                              | Write-In                                                     | Lowell M. Seida                                              | 1                                                            | <0.01                                                        |
| Total des votes                                              | Total des votes                                              | Total des votes                                              | 165 011                                                      | 100 %                                                        |
|                                                              | Les Démocrates conservent                                    |                                                              |                                                              |                                                              |

### 2008
| Élection de 2008 du 7e district congressionnel de l'Illinois | Élection de 2008 du 7e district congressionnel de l'Illinois | Élection de 2008 du 7e district congressionnel de l'Illinois | Élection de 2008 du 7e district congressionnel de l'Illinois | Élection de 2008 du 7e district congressionnel de l'Illinois |
| ------------------------------------------------------------ | ------------------------------------------------------------ | ------------------------------------------------------------ | ------------------------------------------------------------ | ------------------------------------------------------------ |
| Parti                                                        | Parti                                                        | Candidat                                                     | Votes                                                        | %                                                            |
|                                                              | Démocrate                                                    | Danny K. Davis (sortant)                                     | 235 343                                                      | 85,02                                                        |
|                                                              | Républicain                                                  | Steve Miller                                                 | 41 474                                                       | 14,98                                                        |
| Total des votes                                              | Total des votes                                              | Total des votes                                              | 276 817                                                      | 100 %                                                        |
|                                                              | Les Démocrates conservent                                    |                                                              |                                                              |                                                              |

### 2010
| Élection de 2010 du 7e district congressionnel de l'Illinois | Élection de 2010 du 7e district congressionnel de l'Illinois | Élection de 2010 du 7e district congressionnel de l'Illinois | Élection de 2010 du 7e district congressionnel de l'Illinois | Élection de 2010 du 7e district congressionnel de l'Illinois |
| ------------------------------------------------------------ | ------------------------------------------------------------ | ------------------------------------------------------------ | ------------------------------------------------------------ | ------------------------------------------------------------ |
| Parti                                                        | Parti                                                        | Candidat                                                     | Votes                                                        | %                                                            |
|                                                              | Démocrate                                                    | Danny K. Davis (sortant)                                     | 149 846                                                      | 81,50                                                        |
|                                                              | Républicain                                                  | Mark M Weiman                                                | 29 575                                                       | 16,09                                                        |
|                                                              | Indépendant                                                  | Clarence Desmond Clemons                                     | 4 428                                                        | 2,41                                                         |
| Total des votes                                              | Total des votes                                              | Total des votes                                              | 183 849                                                      | 100 %                                                        |
|                                                              | Les Démocrates conservent                                    |                                                              |                                                              |                                                              |

### 2012
| Élection de 2012 du 7e district congressionnel de l'Illinois | Élection de 2012 du 7e district congressionnel de l'Illinois | Élection de 2012 du 7e district congressionnel de l'Illinois | Élection de 2012 du 7e district congressionnel de l'Illinois | Élection de 2012 du 7e district congressionnel de l'Illinois |
| ------------------------------------------------------------ | ------------------------------------------------------------ | ------------------------------------------------------------ | ------------------------------------------------------------ | ------------------------------------------------------------ |
| Parti                                                        | Parti                                                        | Candidat                                                     | Votes                                                        | %                                                            |
|                                                              | Démocrate                                                    | Danny K. Davis (sortant)                                     | 242 439                                                      | 84,6                                                         |
|                                                              | Républicain                                                  | Rita Zak                                                     | 31 466                                                       | 11,0                                                         |
|                                                              | Indépendant                                                  | John Monaghan                                                | 12 523                                                       | 4,4                                                          |
|                                                              | Indépendant                                                  | Phil Collins (write-in)                                      | 5                                                            | 0,0                                                          |
|                                                              | Indépendant                                                  | Dennis Richter (write-in)                                    | 2                                                            | 0,0                                                          |
| Total des votes                                              | Total des votes                                              | Total des votes                                              | 286 435                                                      | 100 %                                                        |
|                                                              | Les Démocrates conservent                                    |                                                              |                                                              |                                                              |

### 2014
| Élection de 2014 du 7e district congressionnel de l'Illinois | Élection de 2014 du 7e district congressionnel de l'Illinois | Élection de 2014 du 7e district congressionnel de l'Illinois | Élection de 2014 du 7e district congressionnel de l'Illinois | Élection de 2014 du 7e district congressionnel de l'Illinois |
| ------------------------------------------------------------ | ------------------------------------------------------------ | ------------------------------------------------------------ | ------------------------------------------------------------ | ------------------------------------------------------------ |
| Parti                                                        | Parti                                                        | Candidat                                                     | Votes                                                        | %                                                            |
|                                                              | Démocrate                                                    | Danny K. Davis (sortant)                                     | 155 110                                                      | 85,1                                                         |
|                                                              | Républicain                                                  | Robert Bumpers                                               | 27 168                                                       | 14,9                                                         |
| Total des votes                                              | Total des votes                                              | Total des votes                                              | 182 278                                                      | 100 %                                                        |
|                                                              | Les Démocrates conservent                                    |                                                              |                                                              |                                                              |

### 2016
| Élection de 2016 du 7e district congressionnel de l'Illinois | Élection de 2016 du 7e district congressionnel de l'Illinois | Élection de 2016 du 7e district congressionnel de l'Illinois | Élection de 2016 du 7e district congressionnel de l'Illinois | Élection de 2016 du 7e district congressionnel de l'Illinois |
| ------------------------------------------------------------ | ------------------------------------------------------------ | ------------------------------------------------------------ | ------------------------------------------------------------ | ------------------------------------------------------------ |
| Parti                                                        | Parti                                                        | Candidat                                                     | Votes                                                        | %                                                            |
|                                                              | Démocrate                                                    | Danny K. Davis (sortant)                                     | 250 584                                                      | 84,2                                                         |
|                                                              | Républicain                                                  | Jeffrey Leef                                                 | 46 882                                                       | 15,8                                                         |
| Total des votes                                              | Total des votes                                              | Total des votes                                              | 297 466                                                      | 100 %                                                        |
|                                                              | Les Démocrates conservent                                    |                                                              |                                                              |                                                              |

### 2018
| Élection de 2018 du 7e district congressionnel de l'Illinois | Élection de 2018 du 7e district congressionnel de l'Illinois | Élection de 2018 du 7e district congressionnel de l'Illinois | Élection de 2018 du 7e district congressionnel de l'Illinois | Élection de 2018 du 7e district congressionnel de l'Illinois |
| ------------------------------------------------------------ | ------------------------------------------------------------ | ------------------------------------------------------------ | ------------------------------------------------------------ | ------------------------------------------------------------ |
| Parti                                                        | Parti                                                        | Candidat                                                     | Votes                                                        | %                                                            |
|                                                              | Démocrate                                                    | Danny K. Davis (sortant)                                     | 215 746                                                      | 87,6                                                         |
|                                                              | Républicain                                                  | Craig Cameron                                                | 30 497                                                       | 12,4                                                         |
| Total des votes                                              | Total des votes                                              | Total des votes                                              | 246 243                                                      | 100 %                                                        |
|                                                              | Les Démocrates conservent                                    |                                                              |                                                              |                                                              |

### 2020
| Élection de 2020 du 7e district congressionnel de l'Illinois | Élection de 2020 du 7e district congressionnel de l'Illinois | Élection de 2020 du 7e district congressionnel de l'Illinois | Élection de 2020 du 7e district congressionnel de l'Illinois | Élection de 2020 du 7e district congressionnel de l'Illinois |
| ------------------------------------------------------------ | ------------------------------------------------------------ | ------------------------------------------------------------ | ------------------------------------------------------------ | ------------------------------------------------------------ |
| Parti                                                        | Parti                                                        | Candidat                                                     | Votes                                                        | %                                                            |
|                                                              | Démocrate                                                    | Danny K. Davis (sortant)                                     | 249 383                                                      | 80,4                                                         |
|                                                              | Républicain                                                  | Craig Cameron                                                | 41 390                                                       | 13,3                                                         |
|                                                              | Indépendant                                                  | Tracy Jennings                                               | 19 355                                                       | 6,2                                                          |
|                                                              | Indépendant                                                  | Richard Mayers (write-in)                                    | 0                                                            | 0,0                                                          |
|                                                              | Indépendant                                                  | Deirdre McCloskey (write-in)                                 | 0                                                            | 0,0                                                          |
| Total des votes                                              | Total des votes                                              | Total des votes                                              | 310 128                                                      | 100 %                                                        |
|                                                              | Les Démocrates conservent                                    |                                                              |                                                              |                                                              |

### 2022
| Primaire Démocrate de 2022 du 7e district congressionnel de l'Illinois | Primaire Démocrate de 2022 du 7e district congressionnel de l'Illinois | Primaire Démocrate de 2022 du 7e district congressionnel de l'Illinois | Primaire Démocrate de 2022 du 7e district congressionnel de l'Illinois | Primaire Démocrate de 2022 du 7e district congressionnel de l'Illinois |
| ---------------------------------------------------------------------- | ---------------------------------------------------------------------- | ---------------------------------------------------------------------- | ---------------------------------------------------------------------- | ---------------------------------------------------------------------- |
| Parti                                                                  | Parti                                                                  | Candidat                                                               | Votes                                                                  | %                                                                      |
|                                                                        | Démocrate                                                              | Danny K. Davis (sortant)                                               | 39 230                                                                 | 51,9                                                                   |
|                                                                        | Démocrate                                                              | Kina Collins                                                           | 34 574                                                                 | 45,7                                                                   |
|                                                                        | Démocrate                                                              | Denarvis Mendenhall                                                    | 1 808                                                                  | 2,4                                                                    |

| Élection de 2022 du 7e district congressionnel de l'Illinois | Élection de 2022 du 7e district congressionnel de l'Illinois | Élection de 2022 du 7e district congressionnel de l'Illinois | Élection de 2022 du 7e district congressionnel de l'Illinois | Élection de 2022 du 7e district congressionnel de l'Illinois |
| ------------------------------------------------------------ | ------------------------------------------------------------ | ------------------------------------------------------------ | ------------------------------------------------------------ | ------------------------------------------------------------ |
| Parti                                                        | Parti                                                        | Candidat                                                     | Votes                                                        | %                                                            |
|                                                              | Démocrate                                                    | Danny K. Davis (sortant)                                     | 167 650                                                      | 99,9                                                         |
|                                                              | Indépendant                                                  | Chad Koppie (write-in)                                       | 83                                                           | 0,0                                                          |
|                                                              | Indépendant                                                  | Roger Romanelli (write-in)                                   | 10                                                           | 0,0                                                          |
|                                                              | Indépendant                                                  | Joshua Loyd (write-in)                                       | 3                                                            | 0,0                                                          |
| Total des votes                                              | Total des votes                                              | Total des votes                                              | 167 746                                                      | 100 %                                                        |
|                                                              | Les Démocrates conservent                                    |                                                              |                                                              |                                                              |

### 2024
| Primaire Démocrate de 2024 du 7e district congressionnel de l'Illinois | Primaire Démocrate de 2024 du 7e district congressionnel de l'Illinois | Primaire Démocrate de 2024 du 7e district congressionnel de l'Illinois | Primaire Démocrate de 2024 du 7e district congressionnel de l'Illinois | Primaire Démocrate de 2024 du 7e district congressionnel de l'Illinois |
| ---------------------------------------------------------------------- | ---------------------------------------------------------------------- | ---------------------------------------------------------------------- | ---------------------------------------------------------------------- | ---------------------------------------------------------------------- |
| Parti                                                                  | Parti                                                                  | Candidat                                                               | Votes                                                                  | %                                                                      |
|                                                                        | Démocrate                                                              | Danny K. Davis (sortant)                                               | 42 248                                                                 | 52,4                                                                   |
|                                                                        | Démocrate                                                              | Melissa Conyears-Ervin                                                 | 17 154                                                                 | 21,3                                                                   |
|                                                                        | Démocrate                                                              | Kina Collins                                                           | 15 188                                                                 | 18,9                                                                   |
|                                                                        | Démocrate                                                              | Nikhil Bhatia                                                          | 3808                                                                   | 4,7                                                                    |
|                                                                        | Démocrate                                                              | Kouri Marshall                                                         | 2156                                                                   | 2,7                                                                    |

| Primaire Républicaine de 2024 du 7e district congressionnel de l'Illinois | Primaire Républicaine de 2024 du 7e district congressionnel de l'Illinois | Primaire Républicaine de 2024 du 7e district congressionnel de l'Illinois | Primaire Républicaine de 2024 du 7e district congressionnel de l'Illinois | Primaire Républicaine de 2024 du 7e district congressionnel de l'Illinois |
| ------------------------------------------------------------------------- | ------------------------------------------------------------------------- | ------------------------------------------------------------------------- | ------------------------------------------------------------------------- | ------------------------------------------------------------------------- |
| Parti                                                                     | Parti                                                                     | Candidat                                                                  | Votes                                                                     | %                                                                         |
|                                                                           | Républicain                                                               | Chad Koppie                                                               | 5604                                                                      | 100%                                                                      |

| Élection de 2024 du 7e district congressionnel de l'Illinois | Élection de 2024 du 7e district congressionnel de l'Illinois | Élection de 2024 du 7e district congressionnel de l'Illinois | Élection de 2024 du 7e district congressionnel de l'Illinois | Élection de 2024 du 7e district congressionnel de l'Illinois |
| ------------------------------------------------------------ | ------------------------------------------------------------ | ------------------------------------------------------------ | ------------------------------------------------------------ | ------------------------------------------------------------ |
| Parti                                                        | Parti                                                        | Candidat                                                     | Votes                                                        | %                                                            |
|                                                              | Démocrate                                                    | Danny K. Davis (sortant)                                     | 222 408                                                      | 83,3                                                         |
|                                                              | Républicain                                                  | Chad Koppie                                                  | 44 598                                                       | 16,7                                                         |
|                                                              | Indépendant                                                  | Lien Choi (write-in)                                         | 133                                                          | 0,0                                                          |
|                                                              | Indépendant                                                  | Lowell Seida (write-in)                                      | 13                                                           | 0,0                                                          |
| Total des votes                                              | Total des votes                                              | Total des votes                                              | 267 152                                                      | 100 %                                                        |
|                                                              | Les Démocrates conservent                                    |                                                              |                                                              |                                                              |